# 吉田安盛
吉田 安盛（よしだ あんせい、1931年〈昭和6年〉6月7日 - 2009年〈平成21年〉12月13日）は日本の民謡歌手・ラジオパーソナリティー、沖縄県出身。

## 経歴
- 14歳から父である吉田安得から野村流古典音楽の手ほどきを受け、又吉全敬・川田松夫らに師事して古典音楽および民謡を学ぶ。前川朝昭に師事して民謡を研究の後1971年師範を免許される。
- 関東、鹿児島県などで長期に渡ってディナーショーを開催。その他司会業や民謡ステージ、作詞作曲など多彩に活動した。
- 1972年からは極東放送のラジオ番組「ハイサイウキミソーチ 今日もミークハヤーは故郷の民謡で」番組内において方言で沖縄の歴史を語る「昔よもやま話」や古典音楽の解説などを担当した。
- 自身の門弟および弟である吉田安男の支部で結成する「盛芸能友の会」のリーダーとして活動する傍らで福祉関係や受刑者への慈善公演などを行った。
- 2009年12月13日、心筋梗塞のため、豊見城市の病院で死去[1]。

## メディア

### ラジオ
- 『ハイサイウキミソーチ 今日もミークハヤーは故郷の民謡で』(極東放送→エフエム沖縄)
- 『安盛の暁でーびる』（ラジオ沖縄）
- 『ホーメルでこんにちは』（ラジオ沖縄）
- 『サンデー島唄でーびる』（ラジオ沖縄）